# Nabur
Nabur è un comune dell'Azerbaigian situato nel distretto di Qobustan. Conta una popolazione di 2 726 abitanti.